# Ian Buchanan (Publizist)
Ian Buchanan (* 28. Januar 1932 in Sheffield, Yorkshire; † 6. April 2008 in Aylsham, Norfolk) war ein britischer Sporthistoriker und Publizist.
Ian Buchanan nahm als Zuschauer an den Olympischen Sommerspielen 1948 in London teil. In dieser Zeit lernte er Ross und Norris McWhirter kennen, die 1954 das Guinness-Buch der Rekorde gründeten. Ian Buchanan arbeitete ihnen bei Sportrekorden zu, speziell für die Leichtathletik. In dieser Zeit wurde Buchanan Mitglied der ATFS, der Association of Track and Field Statistics, und der NUTS, der National Union of Track Statisticians.
1957 veröffentlichte er zusammen mit den McWhirter-Brüdern das British Athletics Record Book, 1961 erschien sein erstes eigenes Buch, die Encyclopædia of British Athletics Records, in der er unter anderem erstmals sämtliche britischen Leichtathletik-Länderkämpfe bis 1960 mit Einzelergebnissen veröffentlichte.
In den 1970er Jahren begann er seine Zusammenarbeit mit dem Olympiahistoriker Erich Kamper, der ihn wiederum mit Bill Mallon bekannt machte. Zusammen mit Mallon veröffentlichte er 1984 Quest for Gold, das Buch enthält Kurzlebensläufe aller US-amerikanischen Medaillengewinner bei Olympischen Spielen. 1991 erschien Buchanans Buch British Olympians, das Kurzlebensläufe aller Britischen Olympiasieger enthält. 1993 waren Mallon und Buchanan Co-Autoren des von Peter Matthews herausgegebenen Guinness International Who's Who of Sport. 1995 schrieb er zusammen mit Matthews All-Time Greats of British and Irish Sport. Seine letzten Bücher befassten sich mit der Frühgeschichte der britischen Leichtathletik. 1991 war Buchanan Gründungsvorsitzender der International Society of Olympic Historians.
Im Zivilberuf war Buchanan Direktor bei einer großen britischen Rückversicherungsgesellschaft, für die er zwanzig Jahre in Hongkong tätig war, bevor er 1990 nach England zurückkehrte.

## Werke (Auswahl)
- Encyclopaedia of British Athletics Records. 1961.
- Quest for Gold. Leisure Press New York City 1984 ISBN 0-88011-217-4 (zusammen mit Bill Mallon).
- British Olympians. Guinness Verlag Enfield 1991 ISBN 0-85112-952-8.
- The Guinness International Who's Who of Sport. Guinness Verlag Enfield 1993 ISBN 0-85112-980-3 (zusammen mit Peter Matthews und Bill Mallon).
- All-Time Greats of British and Irish Sport. Guinness Verlag Enfield 1995 ISBN 0-85112-678-2 (zusammen mit Peter Matthews).
- Historical Dictionary of the Olympic Movement. Scarecrow Press 1996 ISBN 0-81083-062-0 (zusammen mit Bill Mallon).